# Dachovské Paseky
Dachovské Paseky jsou malá vesnice, část obce Miřetice v okrese Chrudim. Nacházejí se asi 0,5 km jižně od Miřetic. V roce 2011 zde bylo 25 domů s 45 obyvateli.
Dachovské Paseky leží v katastrálním území Miřetice u Nasavrk.